# Portes, Gard
Portes är en kommun i departementet Gard i regionen Occitanien i södra Frankrike. Kommunen ligger i kantonen Génolhac som tillhör arrondissementet Alès. År 2022 hade Portes 324 invånare.

## Befolkningsutveckling
Antalet invånare i kommunen Portes
Referens:INSEE